# Mesoscincus
Mesoscincus is een geslacht van hagedissen uit de familie skinken (Scincidae).

## Naam en indeling
De wetenschappelijke naam van de groep werd voor het eerst voorgesteld door Griffith, Andre Ngo en Robert Ward Murphy in 2000. De soorten werden eerder tot de geslachten Eumeces en Eurylepis gerekend, zodat in de literatuur verschillende namen worden gebruikt.
De soortaanduiding Mesoscincus betekent vrij vertaald 'halve skink'; meso = half en scincus = skink.

## Uiterlijke kenmerken
De lichaamskleur is bruin met donkere lengtestrepen of vlekkenrijen. Het lichaam is robuust, de kop is afgeplat. De poten zijn dun maar goed ontwikkeld en dragen vijf vingers en tenen. Op het midden van de rug zijn 34 lengterijen schubben aanwezig.

## Verspreiding en habitat
Er zijn drie soorten die voorkomen in Midden-Amerika en leven in de landen Belize, Costa Rica, El Salvador, Guatemala, Honduras, Mexico en Nicaragua.
De habitat bestaat uit bossen, zowel in droge als meer vochtige bossen kunnen de skinken worden aangetroffen. Alle soorten zijn bodembewoners die graven in de bodem of in de strooisellaag.
Door de internationale natuurbeschermingsorganisatie IUCN is aan alle soorten een beschermingsstatus toegewezen. Twee soorten worden als 'veilig' (Least Concern of LC) beschouwd en een soort staat te boek als 'onzeker' (Data Deficient of DD).

## Soorten
Het geslacht omvat de volgende soorten, met de auteur en het verspreidingsgebied.
| Naam                   | Auteur        | Verspreidingsgebied                                     |
| ---------------------- | ------------- | ------------------------------------------------------- |
| Mesoscincus altamirani | Dugès, 1891   | Mexico                                                  |
| Mesoscincus managuae   | Dunn, 1933    | Costa Rica, El Salvador, Guatemala, Honduras, Nicaragua |
| Mesoscincus schwartzei | Fischer, 1884 | Belize, Mexico, Guatemala                               |